# Ventura Calera
Ventura Calera (Reino de las Españas c. 1740s - San Salvador, Capitanía General de Guatemala c. 1810s) fue un subteniente que ejerció el cargo de alcalde ordinario de San Salvador, y de intendente interino de San Salvador.

## Biografía
Ventura de la Calera nació en el Reino de las Españas por la década de 1740s; se trasladaría a residir a la ciudad de San Salvador; y se dedicaría a la carrera de las armas, alcanzando el rango de subteniente. En 1785 y 1792 ejercería como regidor del ayuntamiento de San Salvador.
En 1801 se desempeñaría como alcalde ordinario de San Salvador; y también ejercería interinamente el cargo de intendente de San Salvador, luego de la renuncia de su predecesor el intendente interino Luis Martínez Navarrete. Durante su mandato, dictó medidas para combatir la plaga de chapulin, que asolaba la provincia desde el año anterior; y arregló el suministro de aguas de la ciudad capital.
En el año de 1807, según lo escrito por el intendente Antonio Gutiérrez y Ulloa en el "Estado general de la provincia de San Salvador", poseía una extensa hacienda de 25 caballerías (con un sitio anexo de crianza de ganado mayor) llamada Tepeahua, cuyo perímetro hoy forma parte del municipio de La Libertad.
Se desempeñaría como alcalde ordinario de segundo voto del ayuntamiento de San Salvador en 1808, y como regidor (estando ya para entonces jubilado) en 1809 y 1810; siendo por lo tanto parte de los ayuntamientos que recibieron la noticia de la invasión francesa a España, y que comenzaron a aplicar los decretos que culminarían con la creación de la Constitución de Cádiz en 1812.
Para noviembre de 1811, era uno de los pocos peninsulares que se habían quedado en San Salvador; por lo que fue testigo del comienzo, desarrolló y fin del primer movimiento independentista. Fallecería en algún momento de la década de 1810s.